# Aziatische Honkbalfederatie
De Aziatische Honkbalfederatie of BFA (Baseball Federation of Asia) is de honkbalorganisatie van Azië bij de wereldbond IBAF. Het land dat lid is van de BFA dat het hoogste in de IBAF wereldranglijst staat is Zuid-Korea.